# Tico-tico-gafanhoto
O tico-tico-gafanhoto (Ammodramus savannarum) é um pequeno pardal da família Passerellidae. Pertence ao gênero Ammodramus, que contém três espécies que habitam campos e pradarias. Às vezes, eles são encontrados em campos de cultivo e colonizam prontamente pastagens recuperadas. No centro de sua área de distribuição, eles dependem de grandes áreas de pastagens, onde evitam árvores e arbustos. Eles procuram manchas heterogêneas de pradarias que contenham aglomerados de grama morta ou outra vegetação, onde escondem seus ninhos, e também contêm solo mais nu, onde procuram insetos (especialmente gafanhotos), aranhas e sementes. Eles são incomuns entre os pardais da família Passerellidae, pois cantam dois tipos distintos de canto, cuja prevalência varia com o ciclo de nidificação. O canto primário do macho, um trinado agudo precedido por uma série estereotipada de sons curtos, lembra os sons dos gafanhotos e é a origem do nome dessa espécie. Como algumas outras aves dos campos da América do Norte central, essa espécie também se desloca bastante, não apenas por meio de migrações anuais, mas os indivíduos frequentemente se dispersam entre as tentativas de reprodução ou as estações de reprodução. Eles estão em declínio acentuado em toda a sua área de distribuição, mesmo no núcleo da distribuição de reprodução nas pradarias de grama alta das Grandes Planícies centrais. A subespécie  Ammodramus savannarum floridanus está altamente ameaçada de extinção.

## Taxonomia
O tico-tico-gafanhoto foi descrito em 1713 pelo naturalista inglês John Ray com base em um espécime coletado na Jamaica. Ele foi descrito novamente e ilustrado em 1725 pelo naturalista e colecionador Hans Sloane. Ambos os autores usaram o nome em inglês “Savanna bird” (pássaro da savana). Quando o naturalista alemão Johann Friedrich Gmelin revisou e expandiu o Systema Naturae de Lineu em 1789, ele incluiu o tico-tico-gafanhoto. Ele o colocou com os tentilhões do gênero Fringilla, cunhou o nome binomial Fringilla savannarum e citou os autores anteriores. O tico-tico-gafanhoto agora é colocado com dois outros pardais americanos no gênero Ammodramus, que foi introduzido por William John Swainson em 1827.
Doze subespécies são reconhecidas:
- A. s. perpallidus (Coues, 1872) - sudoeste do Canadá e centro-oeste dos EUA

- A. s. ammolegus (Oberholser, 1942) - sul do Arizona (sudoeste dos EUA) e noroeste do México

- A. s. pratensis (Vieillot, 1818) - sudeste do Canadá e leste dos EUA

- A. s. floridanus (Mearns [en], 1902) - Flórida (sudeste dos EUA)

- A. s. bimaculatus (Swainson, 1827) - centro e sul do México, Guatemala, Nicarágua e Costa Rica

- A. s. beatriceae (Nicholson, 1980) - centro do Panamá

- A. s. cracens (Bangs & Peck, 1908) - norte, leste da Guatemala, Belize, leste de Honduras e nordeste da Nicarágua

- A. s. caucae (Chapman, 1912) - Colômbia

- A. s. savannarum (Gmelin, JF, 1789) - Jamaica

- A. s. intricatus (Hartert, EJO, 1907) - Ilha de São Domingos

- A. s. borinquensis (Peters, JL, 1917) - Porto Rico

- A. s. caribaeus (Hartert, EJO, 1902) - Antilhas Holandesas

## Descrição
Esses pequenos pardais medem de 10 a 14 cm de comprimento, medem cerca de 17,5 cm nas asas e pesam de 13,8 a 28,4 g, com uma média de 17 g. Os adultos têm as partes superiores listradas de marrom, cinza, preto e branco; têm o peito marrom-claro, a barriga branca e a cauda marrom curta. A face é marrom-clara com um anel ocular branco e uma coroa marrom-escura com uma faixa clara estreita central. Os adultos exibem penas amarelas brilhantes na dobra da asa inferior e têm uma mancha amarela a âmbar acima do dorso. Os machos e as fêmeas não podem ser distinguidos por sua plumagem, e as aves jovens mudam para a plumagem adulta poucos meses após o nascimento.

## Distribuição e habitat

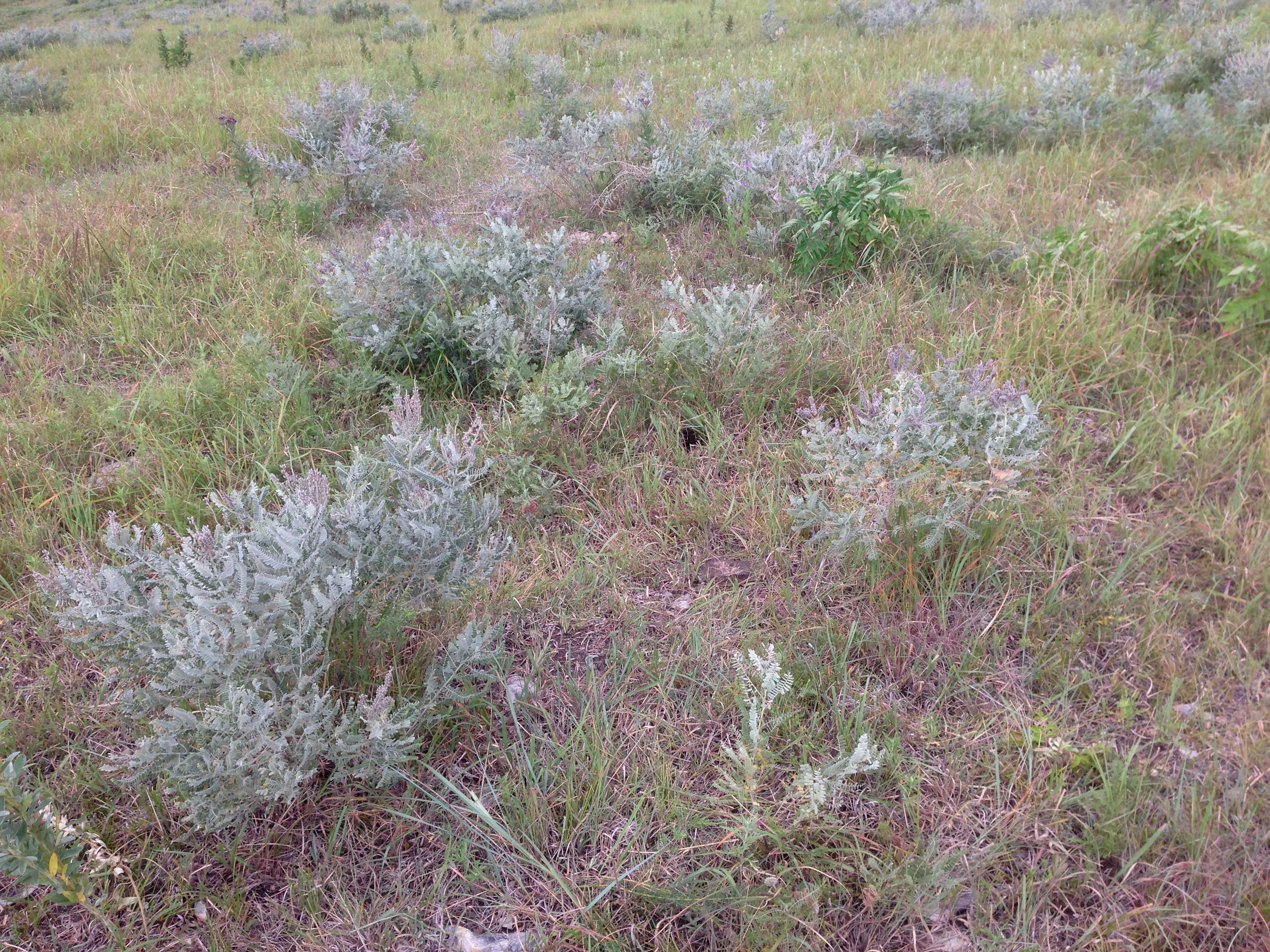
Território de tico-tico-gafanhoto no final de julho com ninho na pradaria de Konza, mostrando a variedade de vegetação preferida, incluindo terreno baixo para forrageamento e manchas mais densas para esconder os ninhos.

Seu habitat de reprodução são campos abertos e pradarias no sul do Canadá, nos Estados Unidos, no México, na América Central e no Caribe. Há uma pequena população ameaçada de extinção nos Andes da Colômbia e (talvez apenas anteriormente) no Equador. Na região central dos EUA, as aves localizam rapidamente o novo habitat disponível e podem ser atraídas para os locais cantando músicas específicas. A distribuição espacial dos territórios na paisagem pode ser agrupada, com vários indivíduos defendendo territórios próximos uns dos outros, intercalados por grandes áreas de habitat não utilizado e aparentemente adequado. As razões para essa aglomeração são elusivas; a agregação não está relacionada à defesa do grupo contra predadores ou parasitas de ninhada, cuidados cooperativos, acasalamentos extrapares ou seleção de parentesco. O habitat adequado é fortemente influenciado pela estrutura da planta e pelas quantidades de precipitação durante as estações anteriores. O tico-tico-gafanhoto evita a vegetação lenhosa e, nas partes mais úmidas de sua área de distribuição, prefere campos que são queimados a cada 2 ou 3 anos (o que reduz a invasão de árvores e arbustos) e procura áreas que são moderadamente pastadas por gado ou bisões.

## Comportamento

### Movimento

#### Migração
As subespécies de tico-tico-gafanhoto diferem em seu comportamento migratório. As aves que se reproduzem na maior parte do leste dos EUA e no sul do Canadá (A. s. pratensis) migram latitudinalmente até vários milhares de quilômetros por ano, passando os invernos ao longo do Golfo do México e do Caribe. As aves que se reproduzem na maior parte da parte ocidental de sua área de distribuição na América do Norte (A. s. perpallidus) passam o inverno do Texas ao oeste da Califórnia e ao sul, nas pradarias desérticas do norte e centro do México. O A. s. ammolegus, que se reproduz nas pastagens desérticas do sudeste do Arizona, sudoeste do Novo México e estados adjacentes no norte do México, parece ser um migrante parcial de curta distância, com algumas aves permanecendo residentes o ano todo e outras provavelmente se deslocando mais para o sul no inverno. Pássaros de várias populações reprodutivas e subespécies passam o inverno juntos no sudeste do Arizona. Não se sabe se as aves que se reproduzem fora da América do Norte, incluindo os que vivem no Caribe e na América Central, bem como o Ammodramus savannarum floridanus, migram.  
Os machos normalmente migram para o norte na primavera, uma ou duas semanas antes das fêmeas. Dados de geolocalizadores de nível de luz indicam que os machos estão presentes nas áreas de reprodução de abril a outubro, o que é consistente com o fato de as aves concluírem sua ecdise anual antes da migração. Os indivíduos migraram uma média de aproximadamente 2.500 km em cerca de 30 dias. As aves migram principalmente por terra, fazem poucas paradas de curta duração e viajam cerca de 82 km/dia. Os dados Motus Network confirmam amplamente os padrões migratórios obtidos em trabalhos anteriores. No entanto, existem relativamente poucos rastros de movimento para essa espécie até o momento, possivelmente devido ao comportamento reservado dos pardais durante a maior parte do ano, exceto na época de reprodução. Poucas recuperações de aves com anilhas já foram feitas, especialmente em locais diferentes do local inicial de anilhagem das aves. Em Oklahoma, o tico-tico-gafanhoto é uma das espécies mais frequentemente encontradas mortas após colidirem com janelas, apesar de raramente serem detectados na migração.

#### Dispersão
Em Maryland, um estudo sobre a dispersão biológica (o movimento de um local de origem para o local da primeira reprodução) revelou que a maioria dos filhotes permaneceu em seu habitat de origem durante os meses de verão após aprenderem a voar, e a maioria dos filhotes recapturados foi encontrada a algumas centenas de metros de seus ninhos de origem. Embora as distâncias recapturadas do ninho tenham aumentado com o tempo, o filhote médio foi recapturado a apenas 346 metros de seu ninho e recapturado 33 dias após aprender a voar. A maior distância detectada foi de 1,6 quilômetro, que foi alcançada em menos de 20 dias. Os dados sobre as taxas de retorno no primeiro ano (ou “filopatria”, o inverso da dispersão biológica) são limitados, mas no nordeste do Kansas, cerca de 2% das aves jovens retornaram ao local para se reproduzir no ano seguinte.
Eles são incomuns em suas taxas particularmente altas de dispersão reprodutiva (ou seja, movimentos unidirecionais entre locais de reprodução sucessivos). Sua alta tendência de dispersão pode ser devida à natureza dinâmica dos ambientes de pastagem dos quais dependem. Como algumas outras espécies dependentes de pastagem, seus movimentos de dispersão fazem com que sejam chamados de seminômades, pois aproveitam oportunisticamente os habitats adequados à medida que aparecem na paisagem. As taxas de retorno de pardais adultos para seus locais de reprodução anteriores (fidelidade ao local) diferem muito entre as populações. A fidelidade ao local é muito maior nas partes orientais da área de reprodução, com mais de 50% dos machos adultos retornando para reproduzir nas temporadas seguintes em um local em Connecticut e mais de 70% em Maryland. Em contraste, 0% dos machos adultos em Nebraska voltaram a se reproduzir nos anos seguintes, 8,9% voltaram em Montana, e 20% voltaram na Califórnia. No nordeste do Kansas, as aves individuais também costumam se dispersar dentro das estações entre as tentativas de nidificação. Entre 30 e 75% das aves se deslocam mais de 100 m dentro da estação, e indivíduos foram detectados defendendo novos territórios ou fazendo ninhos a até 8,9 km das áreas que ocupavam no início da estação. As decisões de dispersão reprodutiva dentro da estação estão relacionadas ao sucesso do ninho; mais aves se deslocaram após o fracasso do ninho, e as aves que se dispersaram apresentaram menor parasitismo de ninhada e maior sucesso de nidificação após os movimentos. Pouco se sabe sobre os movimentos das aves durante o inverno, mas a variação interanual da abundância nas pastagens do norte do México está positivamente relacionada à variação em larga escala da vegetação, às chuvas do verão anterior e à produtividade das plantas.

### Reprodução
Eles são uma espécie socialmente monogâmica, mas as taxas de acasalamento extrapares podem ser altas (por exemplo, 48,5% dos ninhos continham um filhote extrapares no Kansas), e até mesmo casos de paternidade cooperativa foram documentados. Na primavera, os machos selecionam e defendem os territórios antes de receberem a companhia de uma fêmea. Durante a temporada de reprodução, as aves podem criar várias ninhadas, seja com o mesmo parceiro ou com um parceiro diferente. Nas regiões mais ao sul da área de distribuição da espécie, os pares podem produzir de 2 a 4 ninhadas, enquanto os pares mais ao norte são limitados por verões mais curtos que levam a 1 a 2 tentativas de nidificação.

#### Construção de ninhos

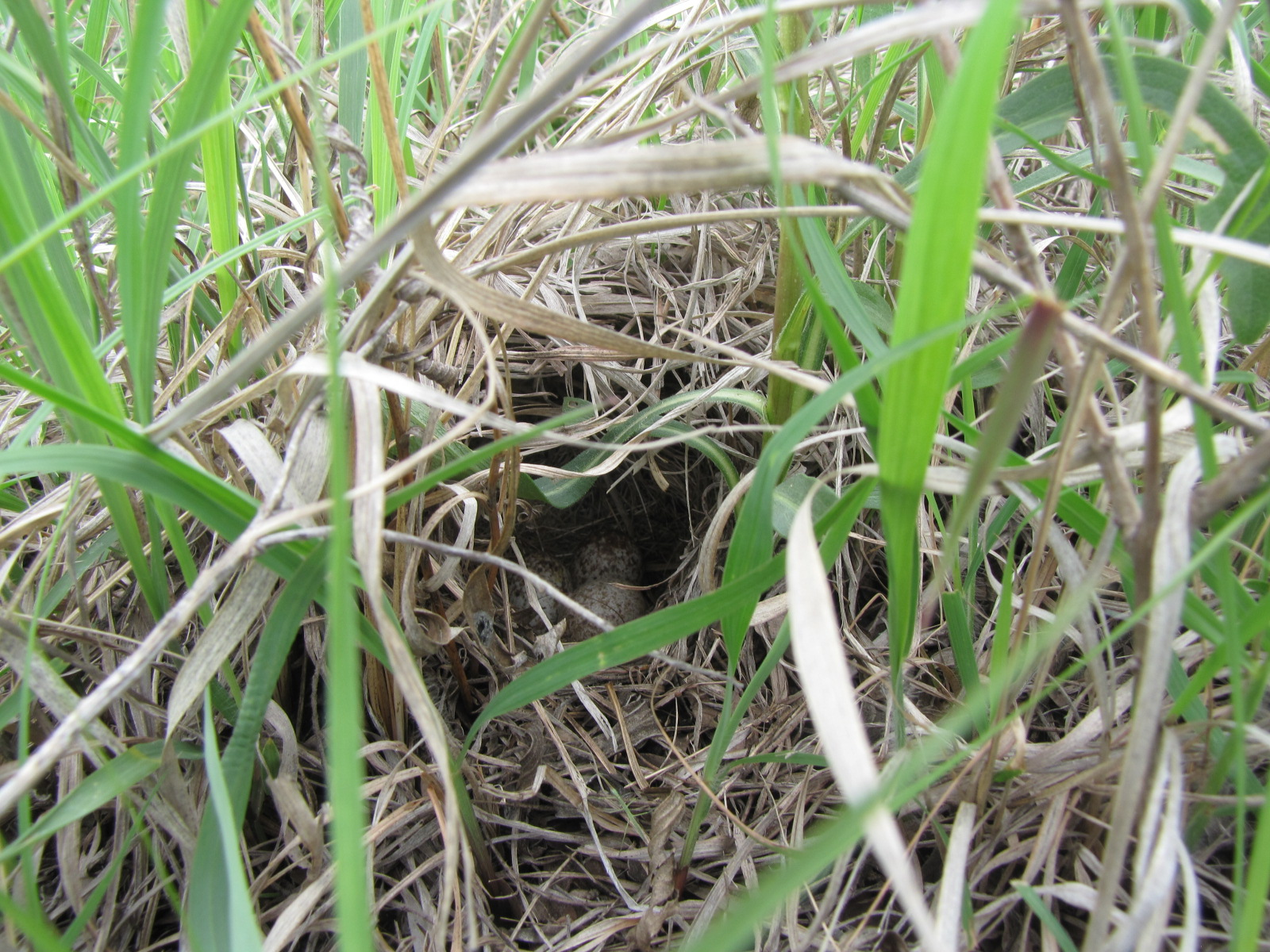
Ninho de tico-tico-gafanhoto bem escondido, mostrando a estrutura em forma de cúpula e a entrada lateral.

As fêmeas constroem os ninhos ao longo de alguns dias. As aves constroem ninhos discretos, em forma de cúpula, no chão, geralmente bem escondidos entre gramíneas. Os ninhos têm uma pequena abertura lateral e geralmente são feitos de uma mistura de gramíneas mortas e vivas. Os ninhos são construídos no território do casal reprodutor em áreas afastadas de arbustos e árvores.

#### Descendência

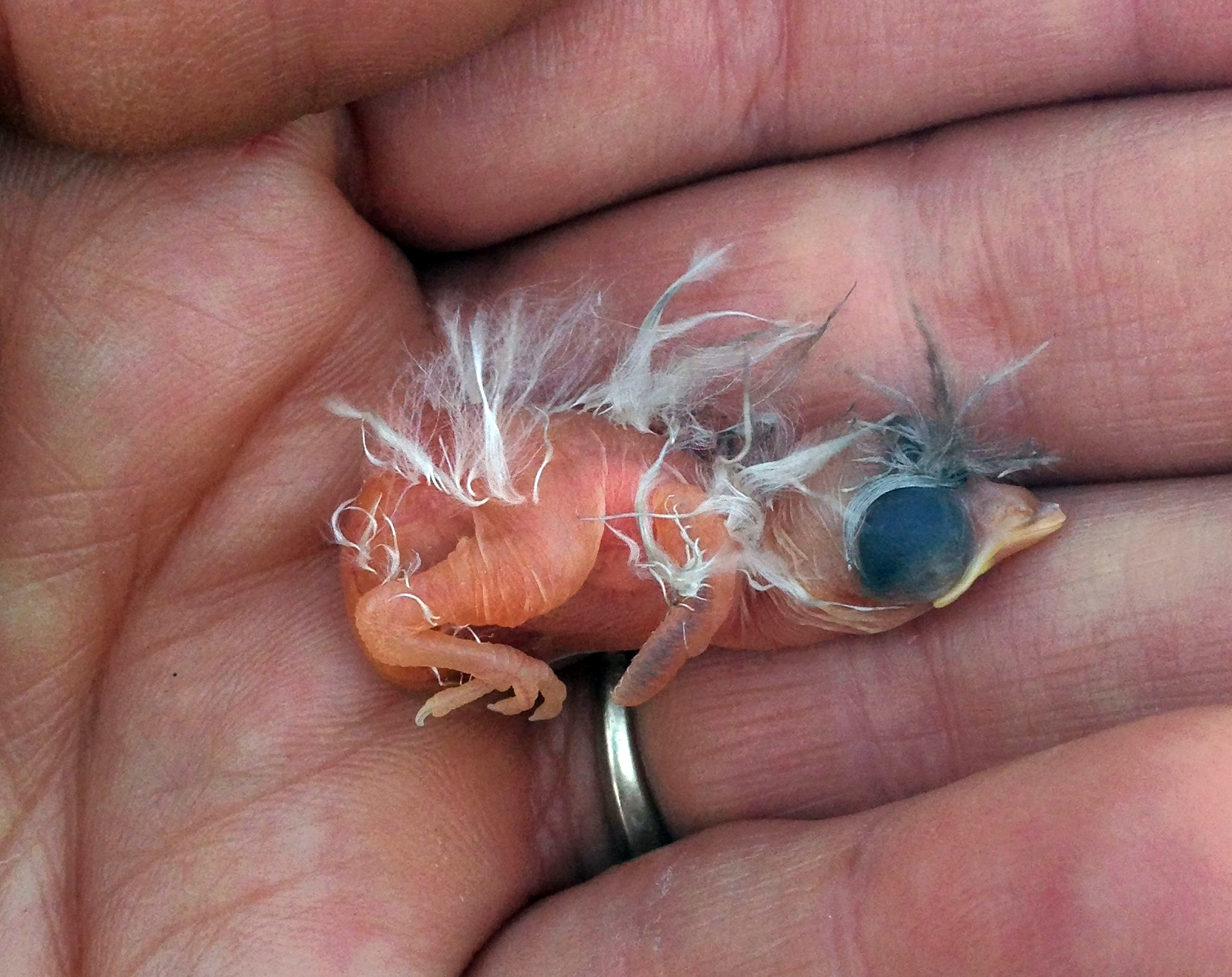
Tico-tico-gafanhoto filhote cerca de uma hora após a eclosão (manuseado como parte de uma pesquisa permitida) na pradaria de Konza, Kansas.

As fêmeas normalmente põem de 4 a 5 ovos por ninhada. Os ovos do tico-tico-gafanhoto são lisos e de formato oval. Eles são de cor branco-creme, com manchas marrom-avermelhadas que se concentram na extremidade maior do ovo. As fêmeas incubam os ovos de 10 a 12 dias e os filhotes aprendem a voar depois de 6 a 9 dias. Nos primeiros dias do período de nidificação, as fêmeas alimentam principalmente os filhotes, mas ambos os pais se alimentam durante a segunda metade do período de nidificação. Em um estudo, foi documentado que ajudantes não parentais cuidavam das ninhadas e alimentavam os filhotes, mas esse comportamento aparentemente não é onipresente. Os filhotes são alimentados com uma dieta rica em artrópodes, principalmente presas com cerca de 15 a 40 mm de comprimento, e selecionam preferencialmente gafanhotos da família Acrididae, aranhas e pequenos besouros. Ao deixar o ninho, os filhotes geralmente permanecem na área. Os pais prestam cuidados depois que os filhotes aprendem a voar, mas a duração e o nível desses cuidados são desconhecidos.

#### Parasitismo de ninhada

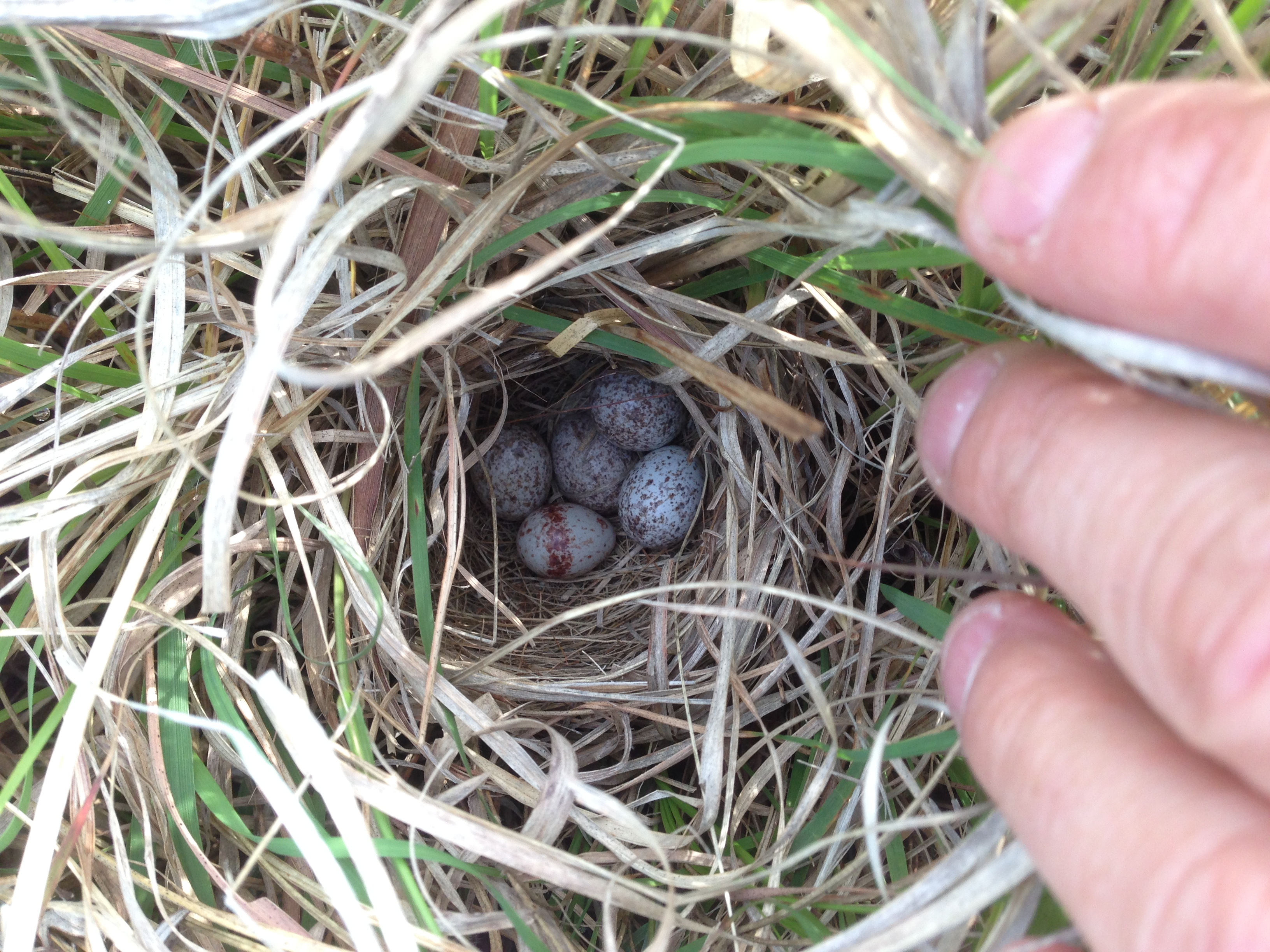
Ninho de tico-tico-gafanhoto com quatro ovos de chupim-mulato e um ovo de hospedeiro.

Eles são um hospedeiro comum do chupim-mulato, um parasita de ninhada que põe seus ovos nos ninhos de outras espécies. Os chupins podem ser prejudiciais para as espécies hospedeiras, pois geralmente removem os ovos e os filhotes dos hospedeiros ou destroem os ninhos para iniciar outra tentativa de nidificação, permitindo um futuro parasitismo. No entanto, elas não reduzem necessariamente as chances de os ninhos terem filhotes bem-sucedidos. A taxa de parasitismo de ninhadas por chupins-mulatos varia em toda a área de distribuição do tico-tico-gafanhoto e depende das características do habitat, como a quantidade de vegetação lenhosa e se a terra é pastoreada. Em populações pesquisadas, de 2% a 65% dos ninhos foram parasitados por chupins-mulatos.

#### Causas de fracasso do ninho
Apenas 30 a 50% dos ninhos conseguem criar pelo menos um ou mais filhotes que aprendem a voar. A maioria dos ninhos dessa espécie fracassa devido à predação. Cobras, pequenos mamíferos, como ratos, mamíferos maiores, como gambás, tatus, porcos e gambás, e até mesmo formigas foram observados comendo ovos e filhotes. Outras causas do fracasso do ninho incluem inundação da copa do ninho devido a chuvas, pisoteio por gado ou humanos e abandono pelos pais.

## Vocalizações

### Canto primário
O canto “primário” ou “zumbido” do tico-tico-gafanhoto tem de uma a quatro notas introdutórias seguidas de um trinado longo e agudo, 'tup zeeee' ou 'tip tup zeee' e, devido à sua semelhança com o som de um gafanhoto, é responsável pelo nome da ave. Há pequenas variações no canto entre indivíduos, populações e subespécies. Esse canto é usado principalmente para defesa, território ou propaganda para outros machos e fêmeas. Os machos usam o canto primário principalmente de meados de abril, quando chegam ao local de reprodução, a meados de agosto, quando estão prestes a deixar o local de reprodução. É o principal canto ouvido no início da estação e durante cada ciclo de reprodução, e o único canto que as aves não pareadas cantam. As aves cantam a partir de talos de grama ou de forragem, postes, mourões ou linhas de cerca ou arbustos baixos.

### Canto alternativo
Os machos cantam canções “alternativas” durante a estação reprodutiva para estabelecer e manter os laços entre os pares. O canto alternativo é mais musical do que o canto primário e geralmente é emitido de poleiros fixos ou em voo. O canto consiste em uma série de 5 a 15 segundos de notas curtas que variam ligeiramente em tom, e a sequência inteira pode ser repetida de duas a quatro vezes. Os machos emparelhados começarão a cantar o canto alternativo cerca de 5 dias após a chegada ao território, com a frequência do canto alternativo aumentando à medida que as aves se emparelham. O canto alternativo diminui no final de julho, à medida que a estação de reprodução se encerra. Existe uma variação considerável no canto alternativo dentro e entre populações e subespécies; é necessário um estudo mais aprofundado.

### Trinado do macho

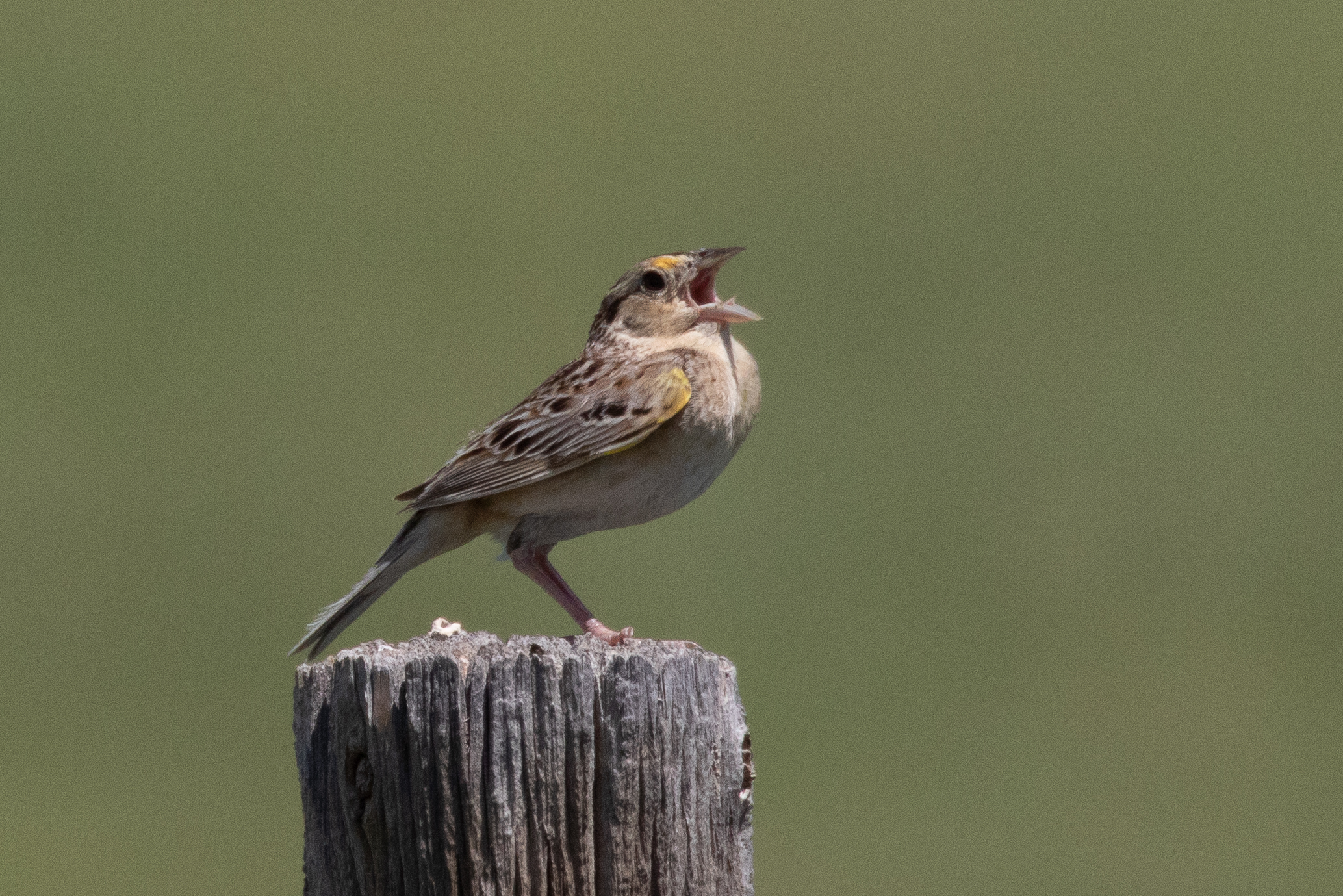
Tico-tico-gafanhoto cantando.

O trinado do macho (ti-tu-ti-tu-ti-ti-i-i-i) é uma de suas vocalizações menos comuns e é difícil de detectar. Às vezes chamado de canto de nidificação, consiste em notas curtas e rápidas e um trinado descendente. O canto é geralmente usado depois que dois pardais formam um par e é feito principalmente em resposta à fêmea. O macho emite o trinado perto do ninho, seja do chão ou de um poleiro. O trinado masculino funciona para fortalecer os laços do par e para dizer à fêmea/jovem que o macho está se aproximando do ninho.

### Trinado da fêmea
O trinado da fêmea (ti-ti-i-i-i-i-i) é usado para anunciar a presença no território do macho. As principais funções do trinado da fêmea são declarar sua presença ao macho, manter o vínculo do par e sinalizar para o macho e para os filhotes que ela está se aproximando do ninho. Dada a alta taxa de cópulas extrapares nessa espécie, o trinado também pode funcionar para anunciar sua presença a um macho territorial que não seja o macho social. As fêmeas geralmente vocalizam do chão, escondidas na grama, e podem vocalizar de forma independente ou em resposta ao canto primário ou alternativo. As fêmeas vocalizam desde a formação do par até o final do ninho.

### Chamada
O chamado é usado por ambos os sexos e é usado como uma nota de alarme. Dependendo de sua intensidade, o som varia. Os alarmes de alta intensidade se assemelham a um clique lento e os alarmes de baixa intensidade são um “tik” agudo. O chip é usado em torno do ninho tanto pela fêmea quanto pelo macho, usando chamadas simples e duplas de “chip-chip”. Essa chamada pode ser usada durante a alimentação, quando eles emitem um chip único e agudo.

### Aprendizagem da canção
Os experimentos de criação em cativeiro revelaram que essas aves estão predispostos a aprender duas músicas distintas, mas precisam ouvir músicas típicas da espécie para desenvolver uma música de som normal. Eles podem aprender músicas com tutores pré-gravados, mas estão mais inclinados a aprender músicas semelhantes às dos tutores ao vivo, o que sugere que eles usam informações de modelos de músicas, mas não imitam diretamente músicas específicas. É provável que, no caso de cantos alternativos, as notas exatas sejam imitadas, mas as sequências são inventadas ou improvisadas. Isso pode ser benéfico para a união de pares se as fêmeas identificarem machos individuais por seu canto alternativo distinto.

## Conservação

### Status atual
A população global de tico-tico-gafanhoto em 2016 foi estimada em cerca de 31.000.000 pelo Plano de Conservação de Aves Terrestres da América do Norte da PIF. Também foi estimado que a população havia sofrido uma redução de 68% entre os anos de 1970 e 2014, com um declínio anual de cerca de 2,59%. O State of the Birds de 2022 relatou um declínio de longo prazo, em toda a área de distribuição, de 2,13% ao ano, e um declínio mais recente de 3,48% ao ano. A principal causa do declínio da população em toda a sua área de distribuição está ligada à perda e ao manejo do habitat, principalmente a conversão de pastagens em agricultura intensiva e a invasão de arbustos e árvores. Apesar do declínio populacional, eles são classificados como espécie pouco preocupante pela IUCN e também não são incluídos como “Ave de Preocupação de Conservação” pelo U.S. Fish and Wildlife Services (USFWS) em nível nacional. A subespécie Ammodramus savannarum floridanus é classificada como ameaçada de extinção pelo USFW. Essa subespécie atingiu o mínimo histórico de 15 pares reprodutores em 2017 e relatou uma população de 120 em 2022.

#### Gerenciamento de habitat
A maior parte da antiga área de reprodução dos pardais na América do Norte foi convertida para a agricultura intensiva ou invadida por arbustos e árvores. Da mesma forma, essas aves estão sofrendo uma perda de habitats de inverno, principalmente nas pastagens de Chihuahua, devido a impactos semelhantes (conversão para a agricultura e invasão de madeira). Como essas aves requerem áreas de grama morta densa para fazer ninhos, vegetação esparsa para forragear e pouca ou nenhuma planta lenhosa, elas são vulneráveis a práticas de manejo como pastoreio de alta intensidade acompanhado de queimadas anuais, supressão de incêndios que levam à invasão de madeira e feno que pode destruir ninhos se ocorrer durante a época de reprodução. As intensidades ideais de pastoreio e as frequências de incêndio variam em sua área de distribuição, dependendo do clima, mas as áreas com pastoreio moderado por gado ou bisão, queimadas prescritas a cada 2 ou 3 anos e remoção de plantas lenhosas tendem a suportar as maiores densidades de tico-tico-gafanhoto nas grandes planícies do sul.

## Galeria

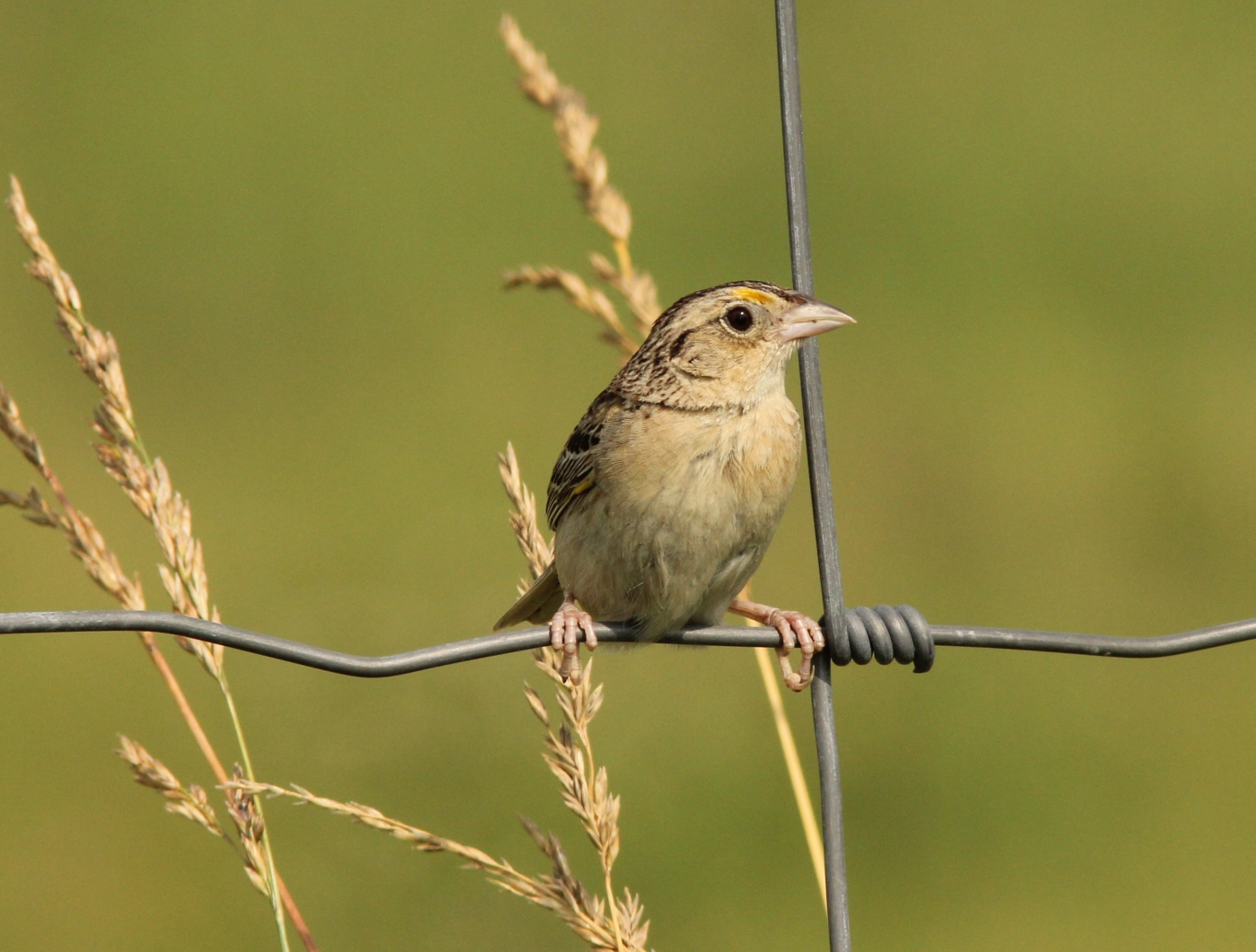
Tico-tico-gafanhoto
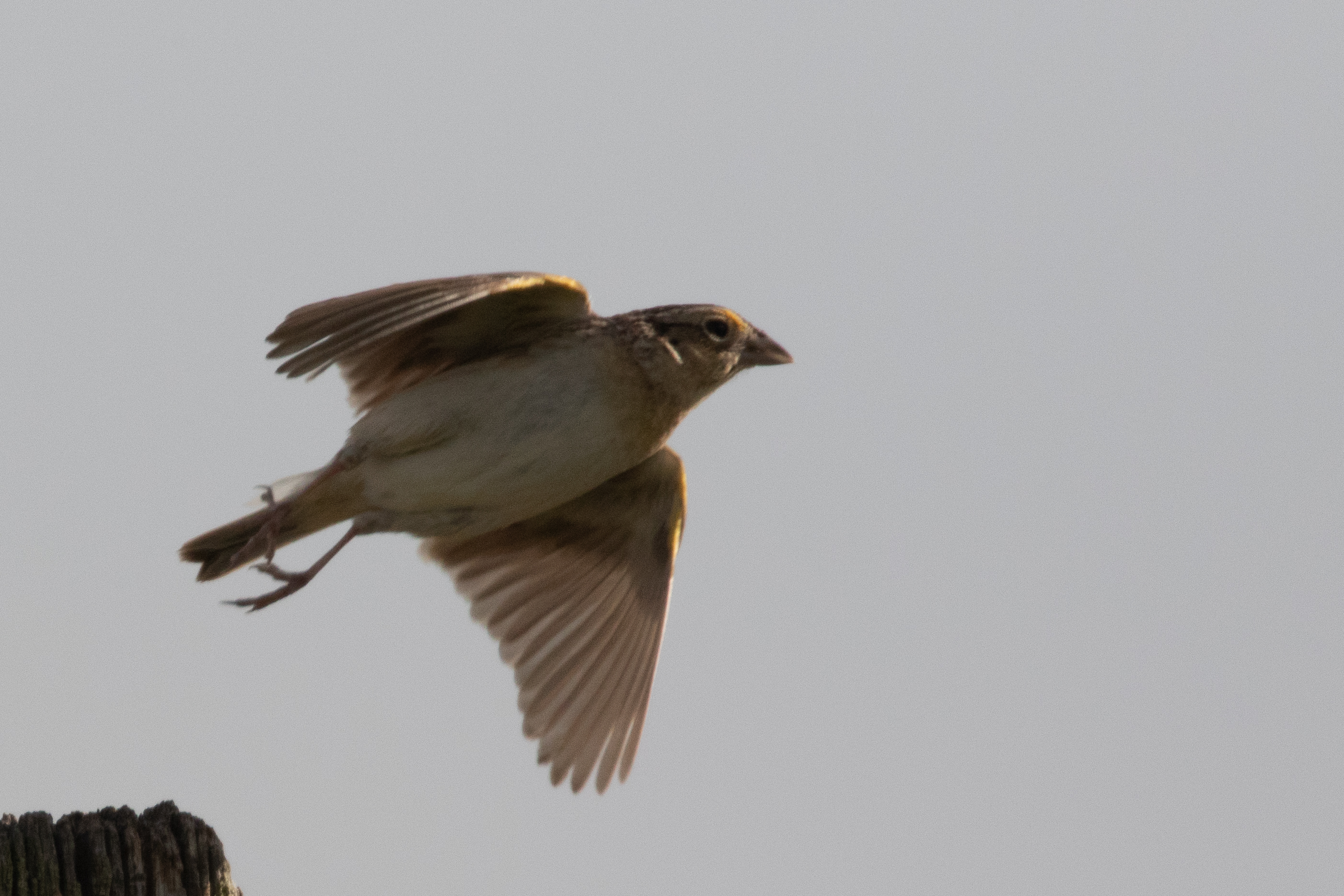
Tico-tico-gafanhoto voando
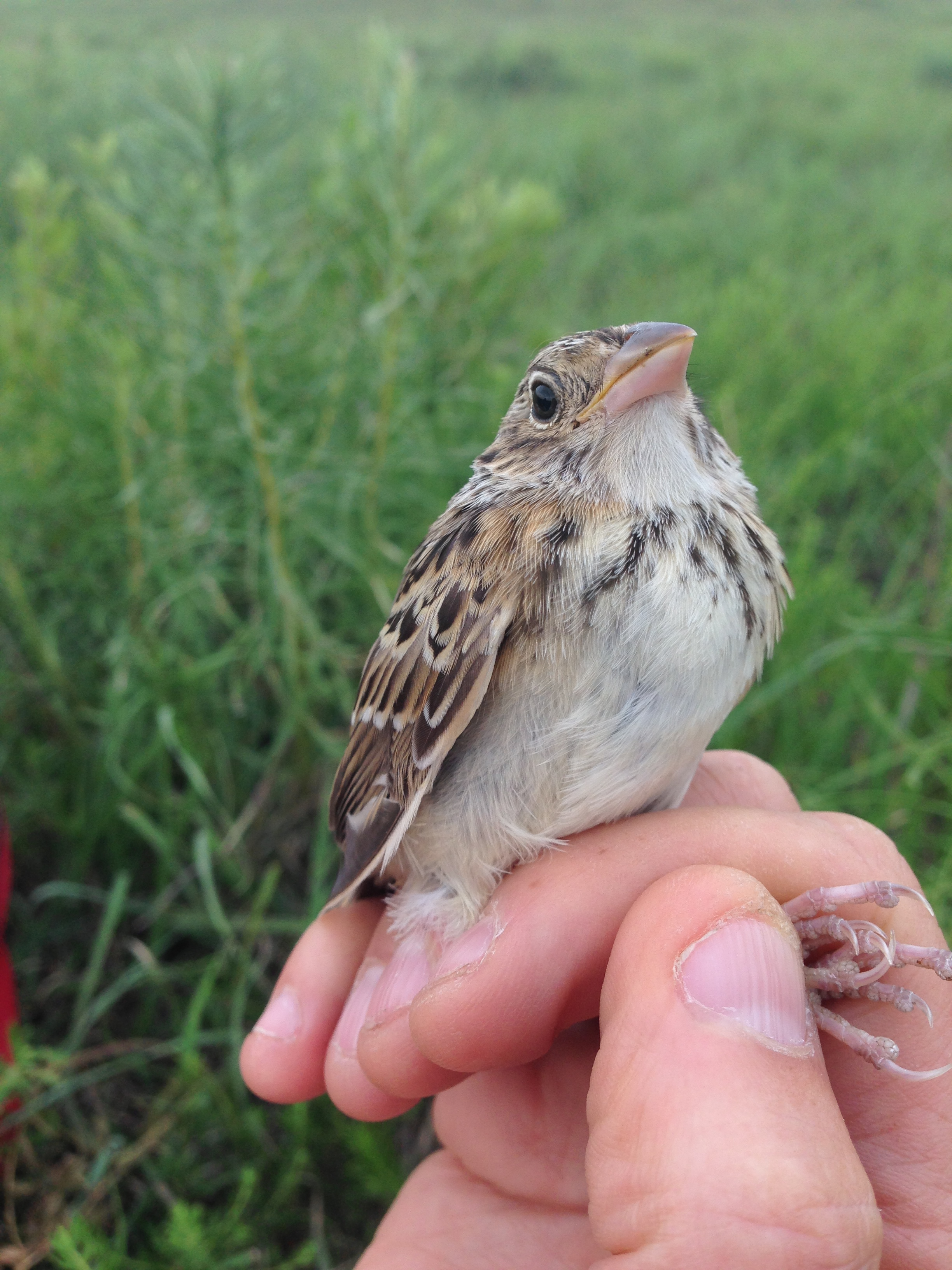
Filhote de tico-tico-gafanhoto